# Wang Yangming
Wang Yangming (Yuyao in Zhejiang, 31 oktober 1472 – Guangxi, 9 januari 1529), geboren onder de naam Wang Shouren, was een vooraanstaand bestuurder tijdens de Chinese Ming-dynastie en een invloedrijk neoconfucianistisch filosoof. Waar eerdere confucianistische denkers als Zhu Xi (1130-1200) benadrukten dat kennis van de waarheid en moreel besef alleen door studie verworven konden worden, ging Wang Yangming ervan uit deze zaken door eenieder intuïtief konden worden aangevoeld en begrepen. Mensen dienden deze intuïtieve kennis te benutten om een actief leven te leiden en door deze ervaring, niet door studie en boekenwijsheid, hun kennis te vermeerderen. Wang Yangming belichaamde deze levensopvatting als geen ander. 

## Loopbaan
Wang Yangming stamde uit een familie van literaten, de geletterde klasse die door successen in het examenstelsel belangrijke functies binnen de bureaucratie van het rijk verwierf. Zijn vader, Wang Hua (1453-1522), legde in 1481 als beste van dat jaar het hoogste landelijke examen af. Deze examens werden eens in de drie jaar in de hoofdstad gehouden. Succesvolle kandidaten kregen de eretitel 'gepresenteerde geleerde' (jinshi) en werden direct in hoge functies in het ambtelijk apparaat benoemd. Wang Hua verhuisde naar de hoofdstad Beijing en klom uiteindelijk op tot onderminister van het ministerie van riten (libu). 
Al op jeugdige leeftijd toonde Wang Yangming zijn literaire talent, maar daarnaast bekwaamde hij zich hij ook in militaire vaardigheden, ongebruikelijk voor een aanstaande literaat-bestuurder. Op twintigjarige leeftijd slaagde Wang Yangming voor het provinciale examen (juren), maar zijn eerste twee pogingen om de jinshi-graad te behalen mislukten. Uiteindelijk had hij bij zijn derde poging in 1499 succes. Tijdens zijn studiejaren verdiepte Wang zich in boeddhistische en taoïstische teksten en in meditatie, naast de verplichte confucianistische klassieken. Zijn loopbaan ontwikkelde zich aanvankelijk stroef. Net als vele andere literaten verzette hij zich tegen het bewind van de eunuch Liu Jin tijdens de eerste regeringsjaren van de jonge keizer Zhengde (r. 1505-1521). In 1506 werd Wang Yangming gearresteerd, veroordeeld tot veertig stokslagen en verbannen naar de zuidelijke provincie Guizhou. In deze periode ontwikkelde hij zijn filosofische ideeën. 
Na de val van Liu Jin in 1510 kreeg Wang Yangming eerherstel en werd hij benoemd tot gouverneur van een militair district in het zuiden van Jiangxi. Hij klom binnen enkele jaren op tot de functie van 'Grote Coördinator' van het zuiden van China. Deze regio had te kampen met regelmatige opstanden van niet-Chinese minderheden. Wang onderscheidde zich als militair gouverneur in het neerslaan van deze revoltes. In politiek opzicht voerde Wang een consequent beleid van sinificatie uit.
In de zomer van 1519 begon de prins van Ning, Zhu Chenhao, een opstand tegen keizer Zhengde. Wang Yangming was de dichtstbijzijnde legeraanvoerder en diende de strijd met de rebellen aan te binden. Hij koos voor een offensieve strategie en wist de prins van Ning al binnen zes weken bij diens thuisbasis Nanchang te verslaan en gevangen te nemen. Wang leverde de opstandige prins in Nanjing uit aan de keizer. Zhu Chenhao werd veroordeeld tot de 'dood door duizend sneden' (lingchi), maar pleegde zelfmoord voor het vonnis kon worden uitgevoerd. 
In 1522 stierf de vader van Wang Yangming. Deze legde zijn functies neer om de gebruikelijke rouwperiode van drie jaar in acht te nemen. Hij trok zich terug in Zhejiang waar hij als leraar zijn filosofische ideeën uitwerkte en uitdroeg. Wangs originele ideeën bezorgden hem een aanzienlijke schare volgelingen. 
Het keizerlijk hof deed echter opnieuw een beroep op zijn politieke en militaire ervaring met de problematiek van minderheden toen in 1527 een crisis in de zuidelijke provincie Guangxi uitbrak. Wang weigerde aanvankelijk, maar zag zich toch genoodzaakt om zijn oude functie opnieuw op te pakken. Gedurende een jaar voerde hij een succesvolle campagne tegen opstandelingen in Guangxi en omstreken, maar door ziekte (waarschijnlijk tuberculose) werd hij gedwongen zijn taak neer te leggen. Op weg naar huis stierf hij op 56-jarige leeftijd in januari 1529.

## Filosofie
Wang Yangmings succesvolle professionele loopbaan voldeed aan de conventionele opvattingen hoe een in de confucianistische klassieken geschoolde literaat-bestuurder zich diende te gedragen. Bij de ontwikkeling van zijn filosofische ideeën sloeg hij evenwel andere paden in. 
In zijn persoonlijke zoektocht naar de bron van de waarheid bevredigden de leerstellingen van toonaangevende neoconfucianistische denkers als Zhu Xi en Cheng Yi (1033–1107) hem niet. Deze stelden dat inzicht in de waarheid verkregen diende te worden door studie van de buitenwereld, door rationele argumentatie en verificatie. In 1508, tijdens de moeilijke periode van zijn ballingschap in Guizhou, kwam Wang plotseling tot het inzicht dat de waarheid niet buiten het individu gezocht moest worden, maar dat iedere persoon intuïtieve kennis van de ethische waarheid (liang zhi) bezit. 
Hij trad daarbij in de voetsporen van idealistische filosofen als Lu Xiangshan (1139–1192). Deze idealistische stroming binnen het neoconfucianisme wordt xinxue genoemd, in contrast met de rationalistische lixue-stroming. De idealisten stonden qua levensvisie dicht bij het boeddhisme en taoïsme. 
Wang koppelde dit inzicht aan zijn opvatting dat een persoon diende te handelen naar wat deze intuïtieve kennis hem ingaf. Een jarenlange studie of de goedkeuring van hoger geplaatsten was geen noodzakelijke voorwaarde om tot actie over te gaan. Handelend optreden leidde bovendien weer tot het vergroten van de eigen kennis. Actie diende niet te volgen op het vergaren van kennis, maar de twee componenten dienden elkaar in wisselwerking te versterken. 
Wangs ideeën vielen in vruchtbare bodem in de laatste eeuw van de Ming-dynastie. Een aanzienlijk deel van de Chinese bevolking profiteerde van de groeiende welvaart en bereikte een hoger opleidingsniveau. Gelegitimeerd door de denkbeelden van Wang kon deze bevolkingsgroep nieuwe intellectuele en artistieke wegen inslaan. 
Buiten China had Wang grote invloed in Korea en Japan. In Japan werden zijn denkbeelden uitgedragen door Toju Nakae (1608-1648) en Kumazawa Banzan (1619-1691). Zijn levensfilosofie vond vooral binnen de samurai-klasse weerklank. 